# Herkulov stolp
Herkulov stolp (špansko Torre de Hércules) je najstarejši obstoječi svetilnik. Ima starodavno rimsko poreklo na polotoku približno 2,4 km od središča A Coruñe v Galiciji na severozahodu Španije. Do 20. stoletja je bil znan kot Farum Brigantium. Latinska beseda farum izhaja iz grške Φάρος, Pharos, za Aleksandrijski svetilnik. Struktura je visoka 55 metrov in gleda na severnoatlantsko obalo Španije. Zgrajen je bil v 1. stoletju, leta 1791 pa je bil kompetentno obnovljen.
Obstaja kiparski vrt z deli Pabla Serrana in Francisca Leira. Herkulov stolp je nacionalni spomenik Španije in je od 27. junija 2009 na Unescovem seznamu svetovne dediščine.  Je drugi najvišji svetilnik v Španiji, za Faro de Chipiono.

## Gradnja in zgodovina
Znano je, da je stolp obstajal že v 1. stoletju, zgrajen ali morda obnovljen pod Trajanom, verjetno na temeljih po zasnovi, ki je bila feničanskega izvora. Zgrajen po prvotnih načrtih Aleksandrijskega svetilnika. Njegova podlaga ohranja temeljni kamen z napisom  MARTI AUG.SACR C.SEVIVS LVPVS ARCHTECTVS AEMINIENSIS LVSITANVS.EX.VO , ki dovoljuje, da se prvotni svetilniški stolp pripiše arhitektu Gaju Seviju Lupu iz Eminiuma (današnja Coimbra na Portugalskem) nekdanja provinca Luzitanija, kot daritev, posvečena rimskemu bogu vojne Marsu. Stolp je bil v stalni uporabi od 2. stoletja in velja za najstarejši obstoječi svetilnik. Prvotni stolp je bil krajši in širši, saj je preživelo jedro obdalo spiralno klančino. Obris te rampe je še vedno viden na obnovljeni zunanjosti. Končno nadstropje je bilo verjetno premagano s kupolo.
Najstarejši znani sklic na svetilnik v Brigantiumu je Paulusa Orosiusa v Historiae adversum Paganos, napisan okoli leta 415–417:
Secundus angulus circium intendit, ubi Brigantia Gallaeciae civitas sita altissimum farum et inter pauca memorandi operis ad speculam Britanniae erigit

(Na drugem kotu kroga, ki obkroža Hispanijo, kjer je galansko mesto Brigantia, je med nekaj spominskimi deli postavljen zelo visok svetilnik, ki gleda proti Britaniji.)
Leta 1788 je ohranjeno 34-metrsko stolpno jedro dobilo neoklasicistično obnovo, vključno z novo 21-metrskim četrtim nadstropjem. Obnovo je opravil pomorski inženir Eustaquio Giannini v času Karla III., končana pa je bila leta 1791.  UNESCO je delo pohvalil: »Herkulov stolp je bil v 18. stoletju na zgleden način obnovljen, saj je obenem zaščitil osrednje jedro prvotnega rimskega spomenika in obnovil njegove tehnične funkcije.« Znotraj je mogoče pregledati precej popravljeno rimsko in srednjeveško zidanje.
Rimljani, ki so osvojili ta del Španije, so verjeli, da je to v prenesenem pomenu konec sveta - od tod tudi ime Finisterra. Ta regija je znana po brodolomih, zaradi česar je dobila ime Costa da Morte, 'Obala smrti'.

## Miti
Skozi tisočletja so pripovedovali številne mitske zgodbe o nastanku svetilnika. Po mitu, ki meša keltske in grško-rimske elemente, je junak Herkul po treh dneh in treh nočeh neprekinjenega boja ubil orjaškega tirana Gerjona. Herkul je nato - s keltsko gesto - z orožjem zakopal glavo Gerjona in ukazal, da se na tem mestu zgradi mesto. Svetilnik na vrhu lobanje in križnih kosti, ki predstavljajo zakopano glavo Herkulovega umorjenega sovražnika, se pojavi v grbu mesta Coruña.
Druga legenda, utelešena v irski zbirki Lebor Gabála Érenn iz 11. stoletja—Knjiga invazij—je kralj Breogán, ustanovitelj galicijskega keltskega naroda, zgradil ogromen stolp tako visok, da so njegovi sinovi lahko videli oddaljeno zeleno obalo z njenega vrha. Že pogled na to oddaljeno zeleno deželo jih je zvabil, da so odpluli proti severu na Irsko. Po legendi so Breogánovi potomci ostali na Irskem in so keltski predniki sedanjih Ircev. V bližini stolpa je bil postavljen ogromen kip Breogana.
Skozi srednji vek je več pomorskih križarskih poti v Sveto deželo omenjalo obvezno postajo pri Svetilniku. Običajno so se križarske flote tam izkrcale, da bi peš prišle do svetišča apostola Jakoba v Santiagu de Composteli. De expugnatione Lyxbonensi in De itinere Frisunum sta pripomogla k ohranitvi legende, da je svetilnik zgradil Julij Cezar, morda zaradi napačnega branja starodavnega napisa.

## Možne lokacije Brigantia
Zgodnji geografski opisi lokacije Brigantia kažejo, da bi lahko mesto dejansko bilo v Coruñi ali na območju sodobnega mesta Betanzos. O tem obstaja nekaj razprav, saj ljudje iz Betanzosa trdijo, da je Betanzos do 17. stoletja omenjen kot »nekdanje mesto Brigancia« , tako v literarnih poročilih kot na zemljevidih in tudi verjamejo, da je ime Betanzos fonetična evolucija iz Brigantium, Breganzo, Betanzos. To pa je lahko napačna etimologija.
Tradicija Betanzosa trdi, da je pristanišče Betanzos postajalo premajhno za večje srednjeveške ladje in da se je kralj Alfonz IX. Leonski odločil, da bo v 13. stoletju v bližini ustvaril večje pristanišče. Kraj, ki ga je izbral, je bilo nenaseljeno mesto, imenovano Clunia, ki se je kasneje razvilo v Cruña in končno Coruña. Ime kraja Clunia naj bi izviralo iz protokeltskega korena *klou̯ni (prim. staroirsko cluain), kar pomeni travnik.
Vendar tradicija Coruñe trdi, da je bilo 'pristanišče' Betanzos (ki je fluvialno, v precej majhni reki) veliko premajhno, da bi lahko tam pristale rimske vojne ladje, na primer, ko je Julij Cezar obiskal to območje z »več kot sto triremami«. Dokazano je, da je bila Coruña pomembno rimsko najdišče, saj so v središču mesta našli pokopališča in druge rimske ostanke<ref>Coruña, La Opinión de A. »A Coruña - La Opinión A Coruña – Hemeroteca 29-08-2007«. www.laopinioncoruna.es. Pridobljeno 17. decembra 2017.</ref, ki dokazujejo, da je bilo mesto naseljeno v rimskem obdobju in je bilo zapuščeno šele v zgodnjem srednjem veku zaradi napadov Vikingov, ko so se ljudje preselili v notranjost v O Burgo (danes Culleredo). Zagovorniki Coruñe različno ime razlagajo tudi kot spremembo, ki se je zgodila v srednjem veku, in poudarjajo, da je svetilnik, imenovan Pharum Brigantium, postavljen v Coruñi in je oddaljen najmanj 25 km (ali en dan hoje) iz Betanzosa.
Tudi v La Coruñi je bilo ljudstvo Brigantes, v Betanzosu ljudstvo Nemeti. Danes se skoraj vsi zgodovinarji strinjajo, da je Brigantia A Coruña. Brigantia ni samo A Coruña; danes velja, da je bila Brigantia od La Coruñe do A Larache in Carballa v regiji Bergantiños (Brigantes> Brigantinos> Bergantiños, ki je razveljavila spremembo srednjeveške galicijščine).
- Temeljni kamen z imenom starodavnega rimskega arhitekta
- Od blizu stena in spirala, ki je nekoč podpirala rampo
- Herkulov stolp v grbu Coruñe
- Pogled na stolp in okolico.